# Хёйгор, Харальдур
Ха́ральдур Ра́йнерт Хёйгор (фар. Haraldur Reinert Højgaard; род. 21 марта 1995 года в Торсхавне, Фарерские острова) — фарерский футболист, полузащитник клуба «НСИ».

## Клубная карьера
Харальдур — воспитанник тофтирского «Б68». Свой первый матч за эту команду он сыграл 14 сентября 2011 года. Это была встреча с «Вуйчингуром» в рамках чемпионата Фарерских островов: полузащитник появился на поле на 79-й минуте, заменив Ахмеда Кейта. Всего в своём дебютном сезоне Харальдур принял участие в 3 матчах первенства архипелага. В 2012 году полузащитник был игроком ротации тофтирцев, сыграв 9 игр. 6 октября в матче против «ТБ» он забил свой первый гол за тофтирский коллектив. По итогам сезона-2012 «Б68» покинул фарерскую премьер-лигу. Харальдур остался в команде и стал одним из её лидеров в первом дивизионе, забив 9 голов в 14 встречах первой половины следующего сезона.
Летом 2013 года состоялся переход Харальдура в рунавуйкский «НСИ». Там он был игроком ротации и отыграл 10 матчей второй половины сезона-2013, отличившись 1 раз. В двух следующих сезонах Харальдур являлся игроком основы «НСИ», приняв участие в общей сложности в 47 играх фарерского чемпионата и забив в них 3 мяча. В 2015 году он дебютировал в еврокубках: 2 июля полузащитник сыграл в первом матче Лиги Европы против североирландского «Линфилда», а через неделю принял участие в ответной встрече. В начале 2016 года Харальдур получил травму и смог вернуться на поле только год спустя. Он сыграл за «НСИ» в 2 матчах сезона-2017 и стал частью команды, выигравшей кубок Фарерских островов.
В 2018 году Харальдур ушёл из «НСИ» в «Скала». Там он провёл 2 сезона в статусе игрока основы, отыграв 41 матч фарерского первенства и отличившись в них 4 голами. В 2020 году полузащитник вернулся в «НСИ», но не принял участие ни в одной официальной игре первой половины сезона, ограничившись выступлениями в товарищеских матчах. Вторую половину сезона-2020 Харальдур провёл на правах аренды в «Скале», сыграв за неё 11 матчей в фарерском чемпионате.

## Международная карьера
В 2010—2011 годах Харальдур выступал за юношескую сборную Фарерских островов до 17 лет, приняв участие в 9 матчах. В 2012—2013 годах он был членом юношеской сборной Фарерских островов до 19 лет, за которую отыграл 6 встреч. В 2015 году полузащитник защищал цвета молодёжной сборной архипелага и сыграл за неё 2 игры.

## Клубная статистика
| Выступление      | Выступление      | Выступление      | Лига | Лига | Кубки | Кубки | Еврокубки | Еврокубки | Прочие | Прочие | Итого | Итого |
| Клуб             | Лига             | Сезон            | Игры | Голы | Игры  | Голы  | Игры      | Голы      | Игры   | Голы   | Игры  | Голы  |
| ---------------- | ---------------- | ---------------- | ---- | ---- | ----- | ----- | --------- | --------- | ------ | ------ | ----- | ----- |
| Б68              | Премьер-лига     | 2011             | 3    | 0    | 0     | 0     | 0         | 0         | 0      | 0      | 3     | 0     |
| Б68              | Премьер-лига     | 2012             | 9    | 1    | 0     | 0     | 0         | 0         | 0      | 0      | 9     | 1     |
| Б68              | Первый дивизион  | 2013             | 14   | 9    | 1     | 0     | 0         | 0         | 0      | 0      | 15    | 9     |
| Б68              | Итого            | Итого            | 26   | 10   | 1     | 0     | 0         | 0         | 0      | 0      | 27    | 10    |
| НСИ Рунавик      | Премьер-лига     | 2013             | 10   | 1    | 1     | 0     | 0         | 0         | 0      | 0      | 11    | 1     |
| НСИ Рунавик      | Премьер-лига     | 2014             | 25   | 0    | 2     | 0     | 0         | 0         | 0      | 0      | 27    | 0     |
| НСИ Рунавик      | Премьер-лига     | 2015             | 22   | 3    | 5     | 1     | 2         | 0         | 0      | 0      | 29    | 4     |
| НСИ Рунавик      | Премьер-лига     | 2016             | 0    | 0    | 0     | 0     | 0         | 0         | 0      | 0      | 0     | 0     |
| НСИ Рунавик      | Премьер-лига     | 2017             | 2    | 0    | 1     | 0     | 0         | 0         | 0      | 0      | 3     | 0     |
| НСИ Рунавик      | Итого            | Итого            | 59   | 4    | 9     | 1     | 2         | 0         | 0      | 0      | 70    | 5     |
| Скала            | Премьер-лига     | 2018             | 16   | 0    | 0     | 0     | 0         | 0         | 0      | 0      | 16    | 0     |
| Скала            | Премьер-лига     | 2019             | 25   | 4    | 2     | 0     | 0         | 0         | 0      | 0      | 27    | 4     |
| Скала            | Итого            | Итого            | 41   | 4    | 2     | 0     | 0         | 0         | 0      | 0      | 43    | 4     |
| НСИ Рунавик      | Премьер-лига     | 2020             | 0    | 0    | 0     | 0     | 0         | 0         | 2      | 0      | 2     | 0     |
| НСИ Рунавик      | Итого            | Итого            | 0    | 0    | 0     | 0     | 0         | 0         | 2      | 0      | 2     | 0     |
| → Скала          | Премьер-лига     | 2020             | 11   | 0    | 2     | 0     | 0         | 0         | 0      | 0      | 13    | 0     |
| → Скала          | Итого            | Итого            | 11   | 0    | 2     | 0     | 0         | 0         | 0      | 0      | 13    | 0     |
| НСИ Рунавик      | Премьер-лига     | 2021             | 0    | 0    | 0     | 0     | 0         | 0         | 0      | 0      | 0     | 0     |
| НСИ Рунавик      | Итого            | Итого            | 0    | 0    | 0     | 0     | 0         | 0         | 0      | 0      | 0     | 0     |
| Всего за карьеру | Всего за карьеру | Всего за карьеру | 123  | 9    | 14    | 1     | 2         | 0         | 2      | 0      | 141   | 10    |

## Достижения
«НСИ»
- Обладатель Кубка Фарерских островов (1): 2017